# Jiří Kadeřávek
Jiří Kadeřávek (* 23. srpna 1970 Brno) je český aktivista, softwarový vývojář, manažer, podnikatel, politik a zakladatel České pirátské strany. V letech 2020 až 2024 byl zastupitelem Jihomoravského kraje.

## Život
Jiří Kadeřávek se narodil v roce 1970 v Brně-Žabovřeskách. Je otcem 5 dětí. Maturoval v roce 1988 na Gymnáziu Matyáše Lercha a posléze absolvoval elektrotechnickou fakultu Vysokého učení technického v Brně, obor mikroelektronika, zakončenou udělením titulu inženýr v roce 1993. Je profesí programátor, analytik a manažer.
Během sametové revoluce se aktivně účastnil studentských protestů.[zdroj?] Svolal a jako jeden z prvních studentů se zapojil do okupační stávky elektrotechnické fakulty VUT v Brně, kde zřídil publikační pracoviště pro šíření revolučních materiálů.[zdroj?]
V roce 1998 založil společnost WebStep, s.r.o., poskytující softwarové služby finančnímu průmyslu a zaměřující se na implementaci open-source technologií v prostředí malých a středních firem. Občas přispívá do internetového deníku Britské listy.
V dubnu 2009 založil výzvou na webovém portále ABCLinuxu.cz Českou pirátskou stranu. Jako zakladatel a spolutvůrce programových cílů a stanov strany postupně působil v přípravném výboru, jako místopředseda strany, předseda rozhodčí komise, jako člen odborů strany, vedoucí technického a vedoucí finančního odboru, člen republikového výboru a předseda krajského sdružení Jihomoravského kraje. Na počátku fungování strany byl taktéž autorem, zakladatelem, implementátorem a správcem stranických IT systémů, mj. stále aktivně užívaného pirátského fóra.

## Názory
Své politické hodnoty a priority včlenil jako spoluautor do prvních stanov jím založené České pirátské strany. Na 2. Celostátním fóru České pirátské strany v Brně charakterizoval pozici strany takto:
| „ | Scházíme se, abychom dále rozvinuli myšlenkový směr, který se aktualizoval v prostředí svobodné komunikace na Internetu. Směr zdůrazňující svobodu komunikačního prostředí, informací a vzdělání jako nutnou podmínku pro liberální demokracii a pro zachování úcty, respektu a férovosti ve společnosti. Scházíme se v úctě k tradicím moderní demokracie, ke společně sdíleným liberálním hodnotám a pravidlům. Jsme strážci svobodného kyberprostoru, zdůrazňujeme demokratický, korektností nesvázaný dialog, raději ostrou diskusi a z ní vycházející porozumění před represí a vynuceným respektem k autoritám. Představujeme politickou avantgardu digitálního věku, pokračování idejí americké a francouzské revoluce. Přivítáme kohokoliv, kdo je ochoten s námi diskutovat a podílet se na dalším růstu našeho myšlenkového hnutí. | “ |

## Politické aktivity
- 20. listopadu 1989 svolal stávkový výbor FE VUT v Brně a zřídil publikační pracoviště pro produkci revolučních materiálů (Dva tisíce slov, Několik vět, aj.).
- V roce 1999 se účastnil demonstrací proti opoziční smlouvě ODS a ČSSD Děkujeme, odejděte.
- Na přelomu tisíciletí se účastnil a vystupoval na demonstracích proti krokům SPT Telecom.
- Mezi lety 2004 a 2013 byl politicky aktivní na webovém portále uživatelů open-source ABCLinuxu.
- 19. dubna 2009 publikoval na portále ABCLinuxu výzvu k založení České pirátské strany.[5]
- 21. dubna 2009 založil Pirátské fórum, hlavní komunikační nástroj České pirátské strany
- Po ustavujícím sjezdu České pirátské strany se na půl roku stal jejím 1. místopředsedou.
- Mezi lety 2009 a 2012 zastával v České pirátské straně postupně pozice 1. místopředsedy, člena rozhodčí komise, vedoucího technického odboru, prozatímního člena finančního výboru, člena republikového výboru, předsedy jihomoravského krajského sdružení.
- V roce 2017 se postupně do stranické politiky vrátil, stal se za Českou pirátskou stranu členem několika komisí Rady Jihomoravského kraje a Rady města Brna.
- V roce 2018 kandidoval ve volbách do zastupitelstev obcí v obci Sivice, ale neuspěl.[6]
- V roce 2019 byl v primárních volbách jihomoravského krajského sdružení České pirátské strany zvolen kandidátem jihomoravského krajského sdružení pro senátní a krajské volby v roce 2020.[7]

Ve volbách do Senátu PČR v roce 2020 kandidoval za Piráty v obvodu č. 60 – Brno-město. Podporovalo ho i hnutí STAN. V červenci 2020 vyšlo najevo, že si již 1. června 2020 zaregistroval doménu své konkurentky Anny Šabatové. Sám tento postup označil za „přátelskou rezervaci, aby ji nezneužil nikdo jiný, a navíc proti ní“. Nicméně na Twitteru pak uvedl, že nechtěl, aby oba kandidovali ve stejném volebním obvodě. Se ziskem 14,70 % hlasů skončil na 4. místě a do druhého kola nepostoupil. Ve druhém kole vyjádřil podporu Anně Šabatové.
V krajských volbách v roce 2020 byl za Piráty zvolen zastupitelem Jihomoravského kraje. 7. dubna 2021 byl zvolen do správní rady politického institutu Pirátů. 26. února 2024 byl zvolen do Republikového výboru Pirátů.
Dne 8. července 2024 oznámil ve svém prohlášení na sociální síti Facebook, že Piráty opouští. Jako důvod uvedl, že „Pirátská strana v tuto chvíli představuje politický nástroj, který pracuje proti ideálům, pro které byla založena, tedy včetně striktní ochrany soukromí občana“. Dodal, že poslední kapkou pro něho bylo středeční jednání vlády, na němž ministr pro místní rozvoj ČR a předseda Pirátů Ivan Bartoš prosadil povinnou registraci ubytování v elektronickém systému eTurista. Následně na konci července 2024 rezignoval na post zastupitele Jihomoravského kraje.